# Wesserpeton
Wesserpeton es un género extinto de anfibio albanerpetóntido conocido en la Isla de Wight, en el sur de Inglaterra.

## Descripción
Wesserpeton se conocido por el holotipo NHMUK PV R36521, unos huesos frontales fusionados casi completos y de los siguientes materiales mencionados: NHMUK PV R36522–36568 y R36595–36611. Todos los especímenes fueron recolectados de siete localidades de la Formación Wessex en la costa sureste de la Isla de Wight en el sur de Inglaterra. La localidad tipo (Lecho 38) está expuesta en Yaverland, mientras que el resto (Lecho L2) está expuesto en lo alto del acantilado en Sudmoor Point, pero solo ha producido NHMUK. PV R36539, R36522 y R36553–36558. Todos los especímenes datan de la etapa Barremiense del Cretácico Inferior .

## Etimología
Wesserpeton fue nombrado por primera vez por Steven C. Sweetman y James D. Gardner en 2013, la especie tipo es Wesserpeton evansae . El nombre deriva de Wess, de Wessex, un antiguo reino británico que incluía la Isla de Wight, y erpeton, ἑρπετόν, del griego para "animal rastrero", que se usó en la construcción del nombre de Albanerpeton. El nombre científico honra a la profesora Susan E. Evans del University College London por contribuir con la investigación de la paleontología de microvertebrados y la comprensión de Albanerpetontidae.